# Kazimierz Dorosz
Kazimierz Dorosz (ur. 2 grudnia 1914 w Wiedniu, zm. 6 lipca 2004) – działacz socjalistyczny, dyplomata.

## Życiorys
Podczas II wojny światowej był odpowiedzialny za informację i wychowanie socjalistyczne w Komendzie Głównej Socjalistycznej Organizacji Bojowej (działał pod pseudonimem „Henryk”). Podczas powstania warszawskiego współredagował pismo „Robotnik”.
Po wojnie został dyplomatą PRL. Od 24 marca 1956 do 30 września 1959 był ambasadorem Polski w Turcji. Jako przedstawiciel dyplomatyczny Polski w Islandii od 8 maja 1961 do 26 marca 1963 był w charakterze posła, a od 14 lutego 1963 do 7 maja 1963 ambasadorem. Był członkiem Komitetu POP PZPR przy MSZ od 26 listopada 1959 do 26 października 1961 oraz członkiem egzekutywy Komitetu Zakładowego POP PZPR przy MSZ od 26 października 1961 do 25 października 1962.
W wyborach samorządowych w 1994 bez powodzenia ubiegał się z listy Polskiej Partii Socjalistycznej o mandat radnego gminy Warszawa-Centrum
Zmarł 6 lipca 2004 i został pochowany na cmentarzu Jeżyckim w Poznaniu (kwatera P, rząd 1, grób 7a).

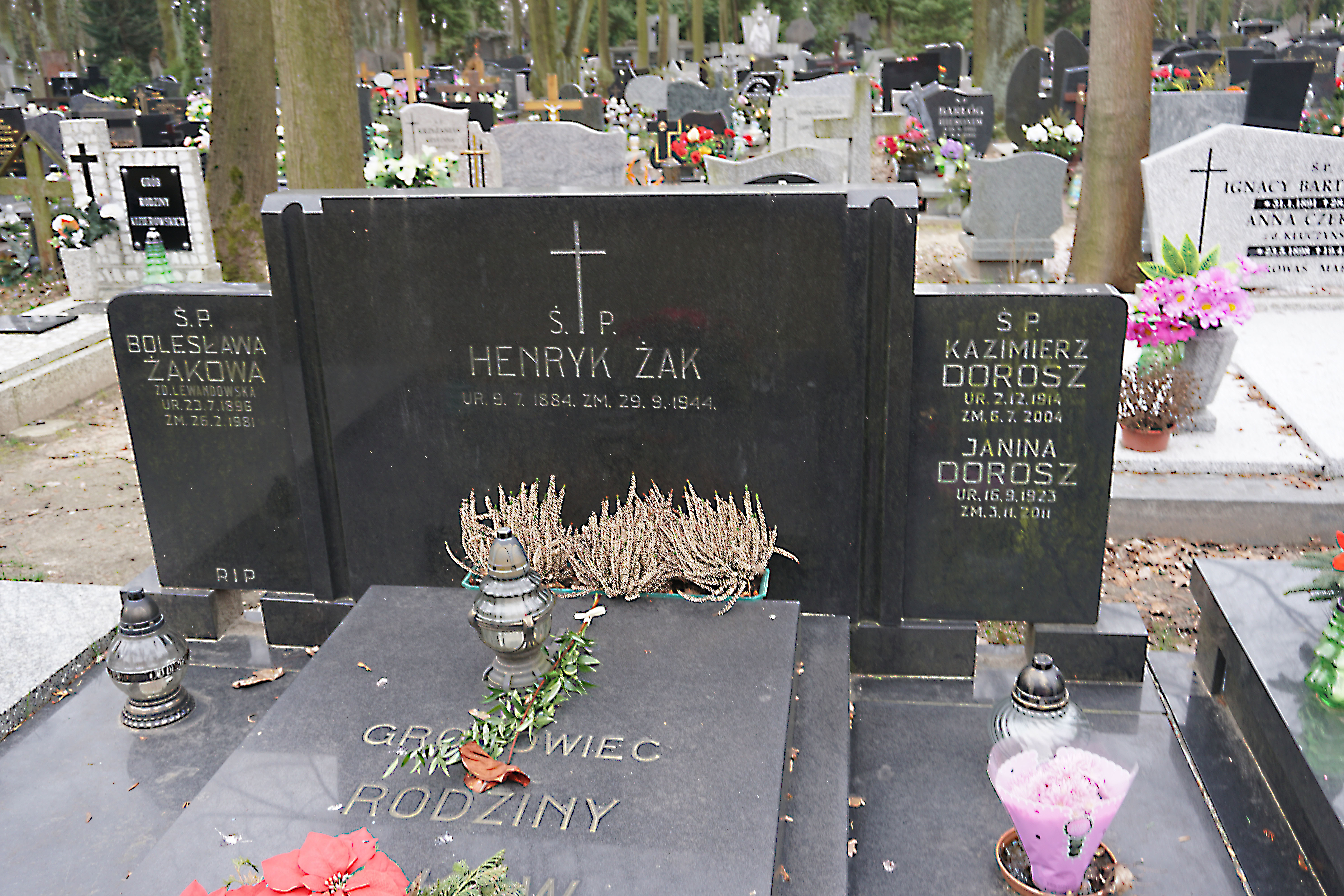
Grób Kazimierza Dorosza na cmentarzu Jeżyckim w Poznaniu